# Пунктирне коло
Пункти́рне ко́ло (в Юнікоді — U+25CC ◌ DOTTED CIRCLE) — друкарський знак, який використовують, щоб показати ефект поєднання діакритичного знака з буквою або символом, наприклад, ◌̂. У таблицях символів стандарту Юнікод використовують для позначення приблизної позиції символу відносно додаваного діакритичного знака.